# International Martial Arts Federation
Kokusai Budoin, International Martial Arts Federation (jap. 国際武道院 国際武道連盟, Kokusai Budōin, Kokusai Budō Renmei)(IMAF) ist der älteste japanische Budō-Dachverband (Gründung 1952) und eine Stiftung des Kaiserhauses. So war auch der erste Präsident der IMAF Mitglied der kaiserlichen Familie, Prinz Kaya Tsunenori. Präsident der IMAF-Kokusai Budoin ist seit dem Jahre 2000 Tokugawa Yasuhisa, ein Urenkel des letzten japanischen Shōgun.
Der Verband beschreibt als Zweck die „Förderung und Verbreitung der japanischen Kampfkünste und die Unterstützung von Weltfrieden und Hilfsbereitschaft“.
Die IMAF-Kokusai Budoin ist der einzige Budō-Verband Japans, der autorisiert ist, die Ehrentitel Renshi, Kyoshi, Hanshi und Meijin in allen Kampfkünsten zu verleihen.
Die ordentliche Mitgliedschaft steht laut deren Satzung jedem „besonders qualifiziertem Budōka ab dem 4. Dan“ offen. Budoka mit niedrigerer Graduierung können die außerordentliche Mitgliedschaft beantragen.
In Deutschland wird die IMAF-Kokusai Budoin von der Deutsch-Asiatischen Kampfkunst Organisation (DAKO) unter dem Vorsitz des Karate-Pioniers Hans-Dieter Rauscher aus Freiburg vertreten.

## Vertretene Kampfkünste
Die folgenden Kampfkünste werden von der IMAF vertreten:
- Judo
- Kendō
- Karate
- Aikidō
- Iaidō
- Nihon Jujutsu
- Kobudō

## Bekannte Meister
| Name              | Details                                                                                  |
| ----------------- | ---------------------------------------------------------------------------------------- |
| Mifune Kyūzō      | 10. Dan Judo Meijin                                                                      |
| Ito Kazuo         | 10. Dan Judo Meijin                                                                      |
| Shizuya Satō      | 10. Dan Nihon Jujutsu Meijin 09. Dan Judo Hanshi bis zu seinem Tod IMAF-Chief-Instructor |
| Nakayama Hakudō   | 10. Dan Kendō Meijin                                                                     |
| Takano Hiromasa   | 10. Dan Kendō Meijin                                                                     |
| Ōtsuka Hironori   | 10. Dan Karate-Do Meijin Gründer des Wadō-Ryū                                            |
| Yamaguchi Gōgen   | 10. Dan Karate-Do Hanshi wichtigster Vertreter des Gōjū-Ryū in Japan                     |
| Hirokazu Kanazawa | 10. Dan Karate-Do Meijin Gründer der Shotokan International Federation (SKI)             |
| Sakai Kazuo       | 10. Dan Karate-Do Hanshi                                                                 |
| Yamaguchi Katsuo  | 10. Dan Iaidō Meijin                                                                     |
| Moriteru Ueshiba  | Dōshū Aikidō, Enkel von Ueshiba Morihei                                                  |
| Shioda Gōzō       | 10. Dan Aikidō Meijin, Gründer des Yoshinkan-Aikidō                                      |
| u.v.m.            |                                                                                          |